# Montigny-sur-Avre
Montigny-sur-Avre è un comune francese di 263 abitanti situato nel dipartimento dell'Eure-et-Loir nella regione del Centro-Valle della Loira. È la città natale di François de Montmorency-Laval, primo vescovo del Canada e beatificato da Giovanni Paolo II il 22 giugno del 1980.
Nel territorio del comune scorre il fiume Avre, affluente della Eure.

## Società

### Evoluzione demografica
Abitanti censiti